# 神様メール
『神様メール』（かみさまメール、フランス語: Le Tout Nouveau Testament、英語: The Brand New Testament) は、ジャコ・ヴァン・ドルマルが脚本・製作・監督を務めた2015年のベルギー、フランス、ルクセンブルグ合作のファンタジー・ダークコメディ映画。
本作は、2015年に開催された第68回カンヌ国際映画祭の「監督週間」部門で上映された。また、第88回アカデミー賞外国語映画賞のベルギー作品に選ばれ、12月の最終候補作品のうちの9作品に入ったがノミネートはされなかった。 
日本では、日本・ベルギー友好150周年記念映画として2016年5月27日に公開された。

## キャスト
- エア - ピリ・グロイン（菊池こころ）：神の娘
- 父（神様） - ブノワ・ポールヴールド（大塚芳忠）
- 母（女神） - ヨランド・モロー（定岡小百合）
- オーレリー - ローラ・ファーリンデン（英語版）：一人目の使徒
- ジャン＝クロード - ディディエ・ドゥ・ネック：二人目の使徒
- マルク - セルジュ・ラヴィリエール：三人目の使徒
- フランソワ - フランソワ・ダミアン（英語版）：四人目の使徒
- マルティーヌ - カトリーヌ・ドヌーヴ（鈴木弘子）：五人目の使徒
- マルティーヌの夫 - ヨハン・レイセン（英語版）
- ウィリー - ロマン・ゲラン：六人目の使徒
- ジョルジュ - パスカル・デュケンヌ（英語版）
- 牧師 - ヨハン・ヘルデンベルグ（英語版）
- ヴィクトール - マルコ・ロレンツィーニ（金光宣明）：書記
- 兄（イエス・キリスト） - ダヴィッド・ミュルジア（英語版）